# Les Grandes Misères de la guerre

Les Grandes Misères de la guerre sont une série de dix-huit eaux-fortes, éditées en 1633, et qui constituent l'une des œuvres maitresses de Jacques Callot.
Le titre exact en est (d'après la planche de titre) : Les Misères et les Malheurs de la guerre, mais on appelle fréquemment cette série Les Grandes Misères... pour la différencier de la série Les Petites Misères de la guerre.
Cette suite se compose de dix-huit pièces qui représentent, plus complètement que dans les Petites Misères, les malheurs occasionnés par la guerre. Les plaques sont conservées au Musée lorrain de Nancy.

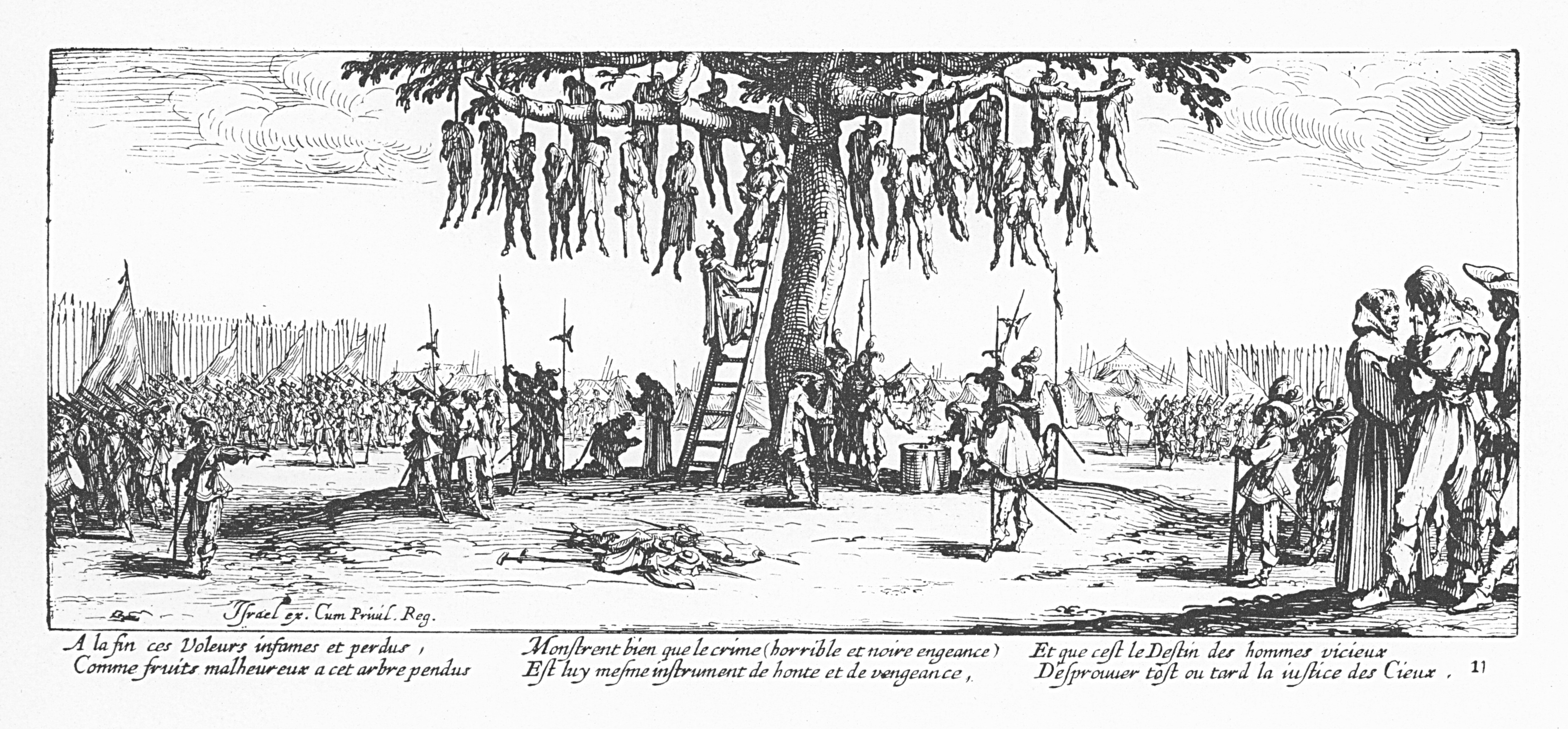
Les Grandes Misères de la guerre : La pendaison (gravure n° 11)

## Origine de la série
La conception des Misères de la guerre, qui évoque la guerre de Trente Ans qui ravageait l'Europe depuis quinze ans déjà lorsque Callot publie son œuvre, est sans doute également liée aux influences littéraires qui s'exerçaient alors en France. Même si Callot a certainement été heureux de publier en 1633 une pareille critique de l'invasion de son pays, son propos initial était simplement de décrire la « dure vie du pauvre soldat », comme l'a dit son biographe Filippo Baldinucci, et non pas, comme on a pu l'écrire, de s'élever contre les ravages de la guerre en Lorraine même. 
Pour comprendre ce qui a pu pousser Callot à graver de telles scènes d'horreur, il faut rapprocher cette série d'eaux-fortes de Callot d'une catégorie de livres qui connaissent alors un grand succès et qui témoignent d'un goût marqué pour le picaresque :
- Histoires tragiques de Mathieu Bandello, en 1559, qui remporte un succès marqué et est traduit en français par François de Belleforest en 1566 ;
- Les Histoires tragiques de nostre temps, de François de Rosset, en 1614 ;
- ou encore, Cruautés des hérétiques de notre temps : publié par Richard Verstegen à Anvers, et illustré de planches gravées par les frères Wierix.

L'esprit du temps était donc déjà imprégné par le goût des histoires tragiques ; les ravages de la guerre de Trente Ans, qui éclate en 1618 et dévastera l'Europe, vont lui donner une dramatique actualité dont le Duché de Lorraine ne sera pas exempté.

## Les états
Les « états » d'une gravure correspondent aux différentes éditions de cette gravure, à des stades différents. Chez certains graveurs, les états d'une même gravure peuvent être très nombreux et différer considérablement entre le premier état et le dernier. 
Chez Callot, qui préparait son travail sur le cuivre par des dessins, les repentirs ou les modifications sont pratiquement inexistants ; les différents états se différencient donc essentiellement par des inscriptions rajoutés au premier état : vers ou poème, signature (Callot fecit, « Callot fit » cette eau-forte, par exemple), ou encore identification de l'éditeur (Israël excudit de l'éditeur de Callot, Israël Henriet). Les états modifient la valeur de la gravure, en fonction de sa rareté d'une part, et de la qualité de l'impression de l'autre, les premières épreuves étant généralement plus nettes. 
On connaît trois états de la suite Les Grandes Misères de la guerre :
- Premier état : Avant les vers et avant les numéros au bas de chaque pièce ; celles qui sont cotées, dans le second état, de 2 à 17 portent comme dans celui-ci : Israël ex ou excud. Cum Privil Reg., sauf le n°2, où les mots Privilegio Regis se lisent en toutes lettres. Sur le n° 18 on lit : Callot Fecit Israel excudit. sans mention de privilège. Le titre est semblable à celui qui accompagne le second état. - Très rare(**).

- Deuxième état : Au bas de chaque morceau, le titre excepté, on lit six vers français, disposés deux par deux. Leur auteur est un grand collectionneur du temps, Michel de Marolles, abbé de Villeloin. Chaque morceau est numéroté de 1 à 18. Dans la description qui va suivre, et qui se rapporte à cet état, nous reproduisons seulement le début du premier vers.

- Troisième état : L'excudit d'Israël sur les pièces N°s 2 à 18, ainsi que la mention du privilège sur les pièces 2 à 17, ont été enlevés. Ces mots ont été remplacés par ceux-ci : Callot inv. et fec. Sur le n° 18, on a laissé subsister la mention Callot fecit; les mots Israel excudit sont effacés. La marge est entourée d'un trait carré. On rencontre quelquefois des épreuves de cette suite qui ont été tirées au milieu de cartouches gravés par P. Giffard, sur les dessins de Seb. Le Clerc. Jombert a donné la description de ces cartouches dans son catalogue de l'œuvre de Le Clerc, n° 324. Ils ont été commandés par Fagnani qui croyait donner, ainsi, quelque valeur aux épreuves qu'il fit tirer avec ces ornements. Jombert ajoute avec raison, que ces épreuves n'ont pas été pour cela rendues meilleures.

## Les dix-huit eaux-fortes composant la série
Sauf le titre, dont les dimensions sont indiquées ci-après, les planches de cette suite ont une largeur allant de 183 à 188 mm et une hauteur variant de 80 à 83 mm. 
- 1 - Titre :

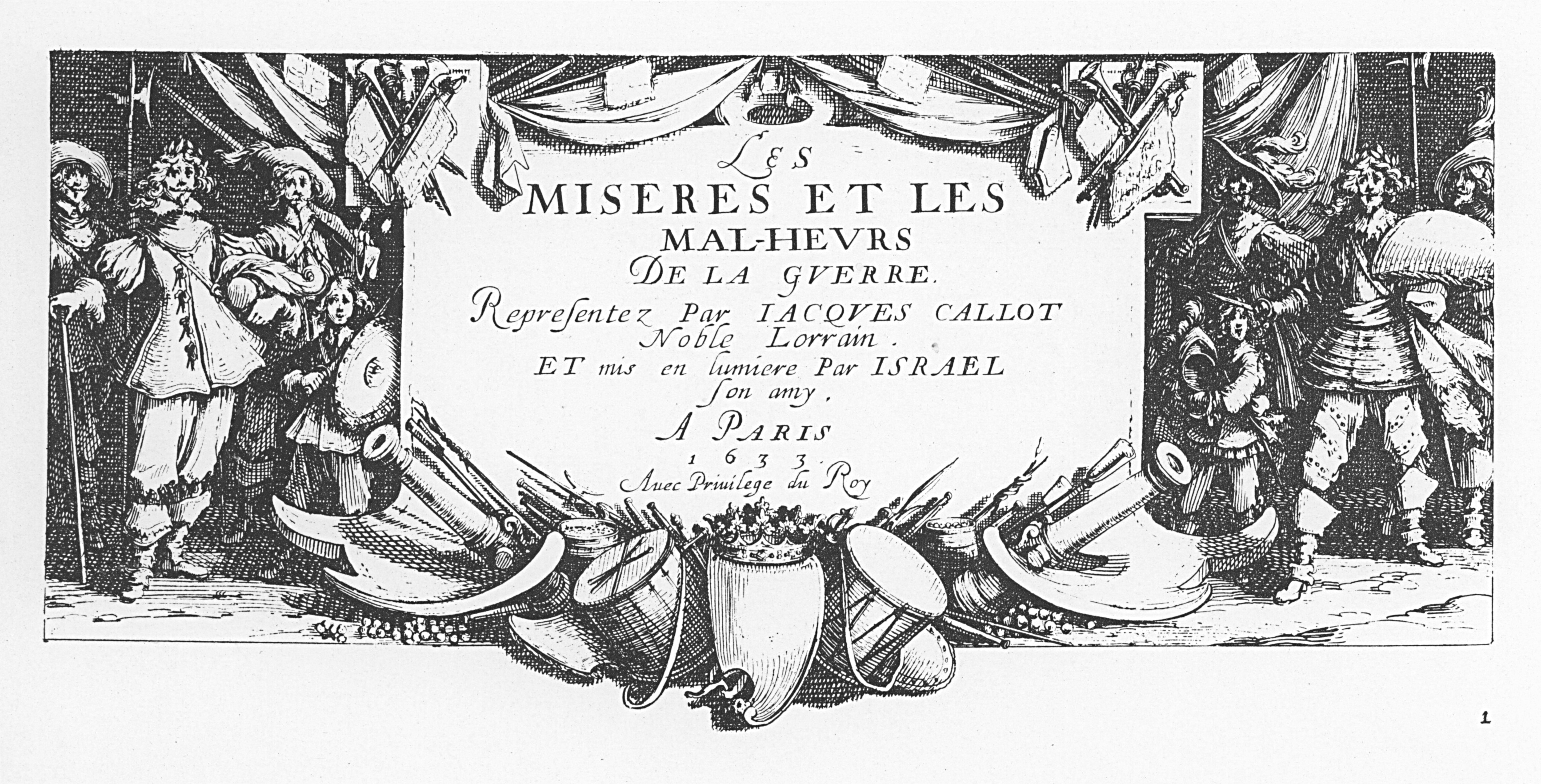

Il est dans un cartouche de forme carrée, garni de trophées dans le haut et dans le bas. À droite et à gauche, on voit deux généraux, debout, couronnés de lauriers et accompagnés de soldats. On lit dans l'intérieur du cartouche : Les | MISERES ET LES | MAL-HEURS | DE LA GUERRE | Representez Par IACQUES CALLOT | Noble Lorrain | ET mis en lumiere Par ISRAEL | son amy. | A PARIS| 1633. | Avec Privilege du Roy 
Largeur : 188 mm. Hauteur : 89 mm. dont 12 de marge blanche.
- 2 - L'enrôlement des troupes :

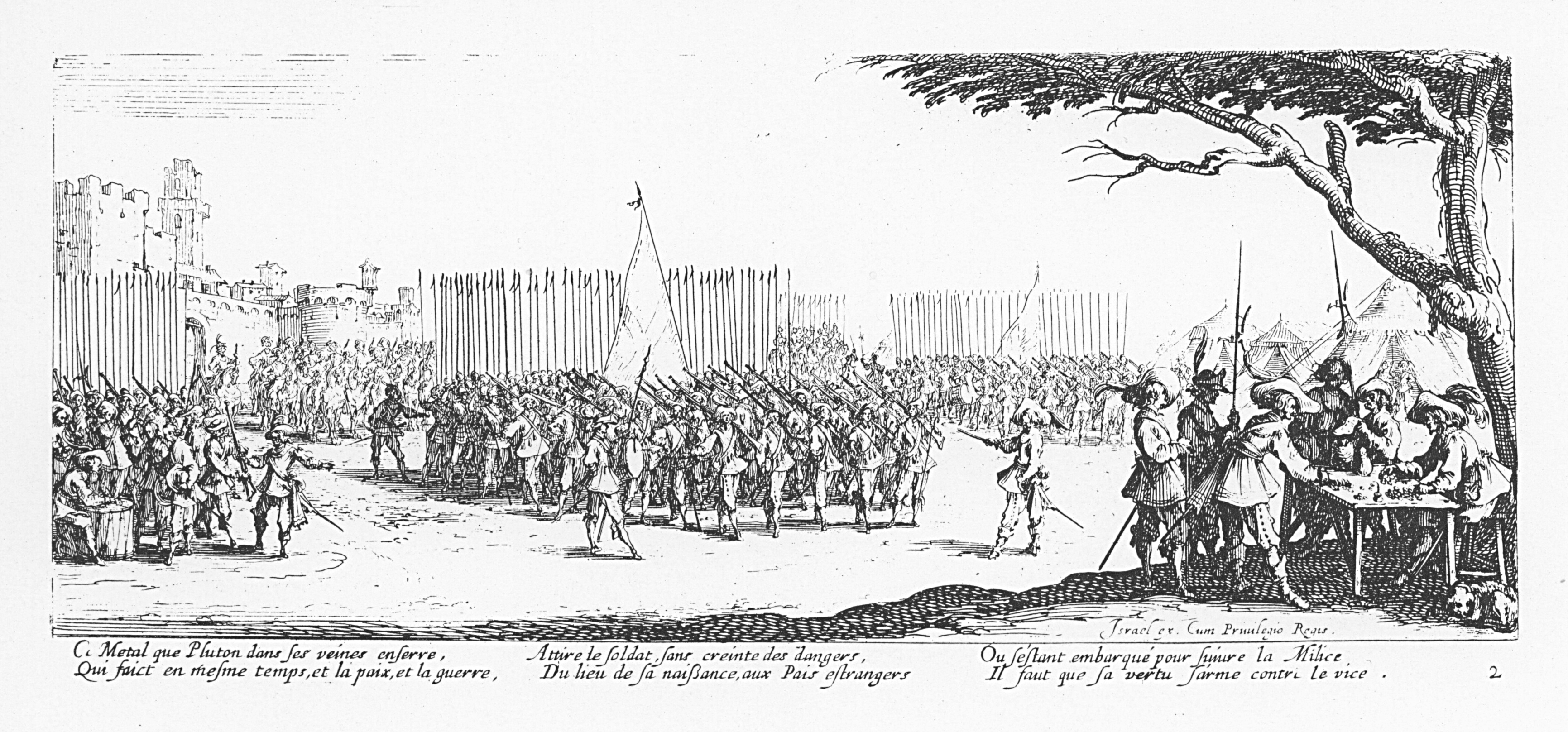

Des officiers engagent des soldats et leur font faire ensuite l'exercice. Plusieurs bataillons, déjà formés, occupent le milieu et le fond de l'estampe. -  
Ce Metal que Pluton dans ses veines enserre. Qui faict en mesme temps, et la paix et la guerre, Attire le soldat, sans creinte des dangers,          Du lieu de sa naissance aux Pais estrangers      Ou s'estant embarqué pour suivre la Milice          Il faut que sa vertu s'arme contre le vice.
- 3 - La bataille :

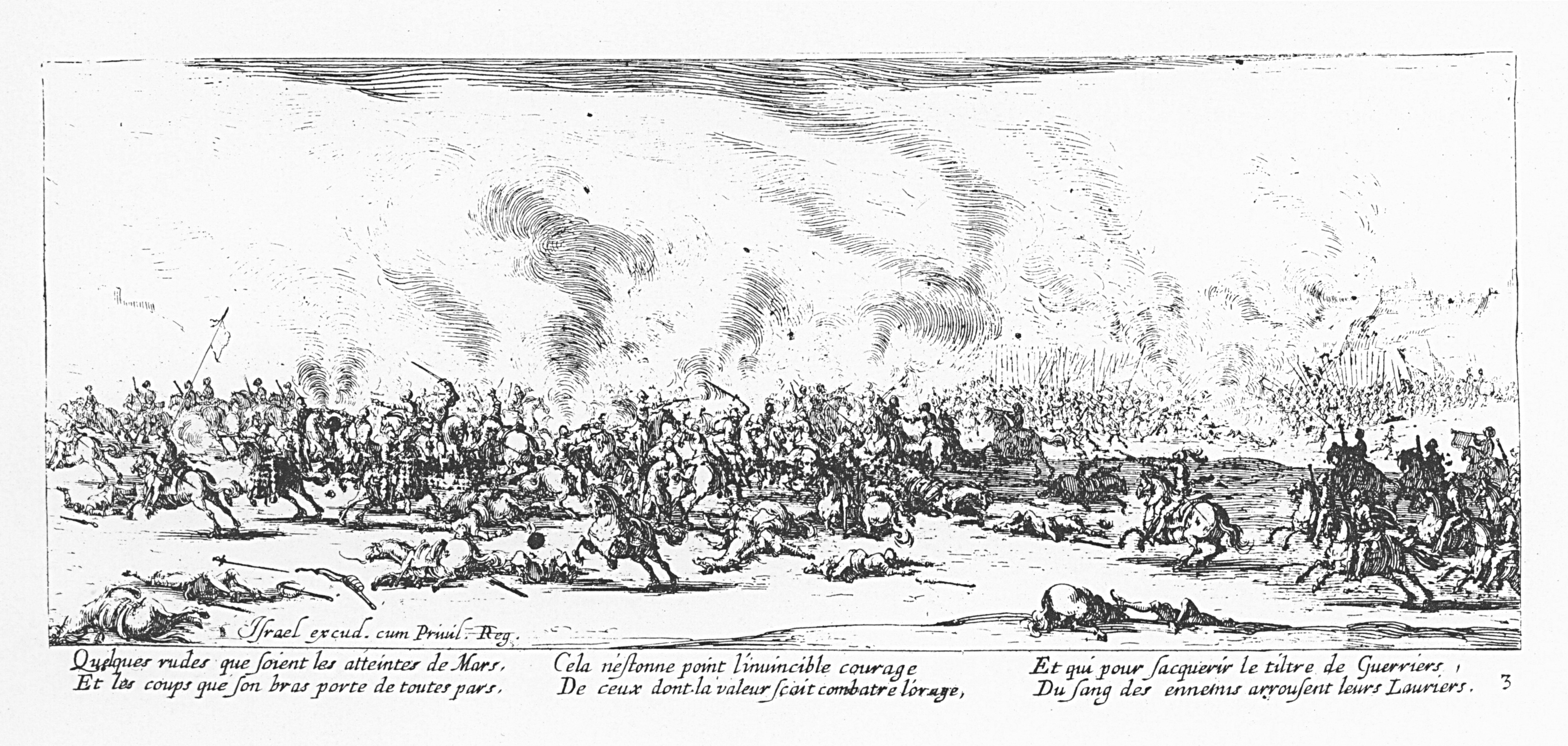

Le milieu de l'estampe représente un combat de cavalerie. Les terrasses des premiers plans sont jonchées d'hommes et de chevaux morts. L'engagement entre les troupes d'infanterie se voit à droite dans le lointain. - 
Quelques rudes que soient les atteintes de Mars, / Et les coups que son bras porte de toutes pars, / Cela n'estonne point l'inuincible courage / De ceux dont la valeur scait combattre l'orage, / Et qui, pour sacquérir le tiltre de Guerriers,/ Du sang des ennemis arrousent leurs Lauriers.

- On rencontre difficilement des épreuves bien venues de cette pièce qui a mal réussi à l'opération de l'eau forte. Surtout dans les fonds.
- 4 - La maraude :

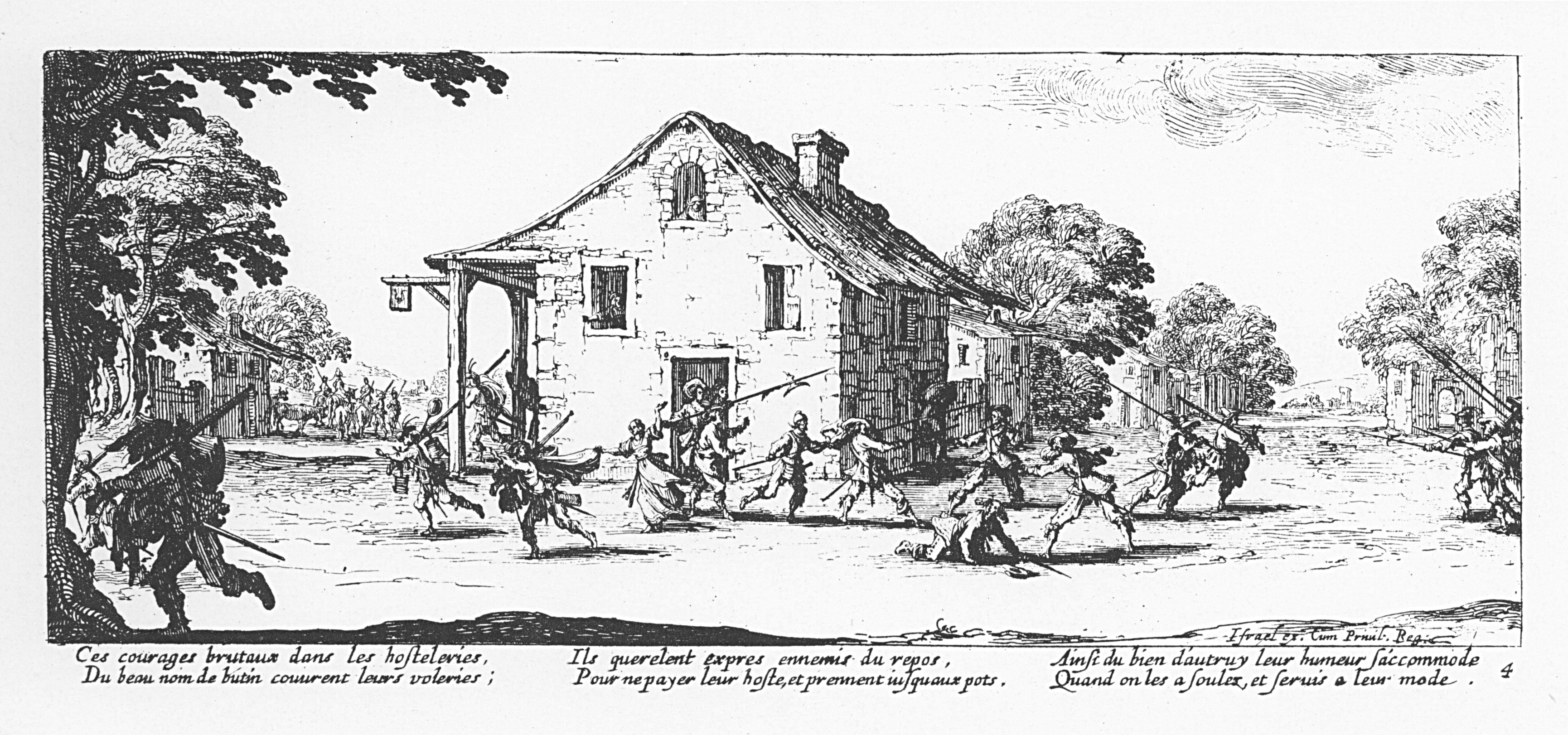

Un parti de soldats a envahi une hôtellerie dont on ne voit que l'extérieur. Les uns se battent dans la rue, avec les habitants ou les voyageurs, pendant que les autres emportent le butin. - 
Ces courages brutaux dans les hosteleries, / Du beau nom de butin couvrent leurs voleries;/ Ils querelent expres, ennemis du repos, / Pour ne payer leur hoste, et prennent iusquaux pots./ Ainsi du bien d'autruy leur humeur s'accommode/ Quand on les a soulez et seruis a leur mode.
- 5 - Le pillage (d’une ferme) :

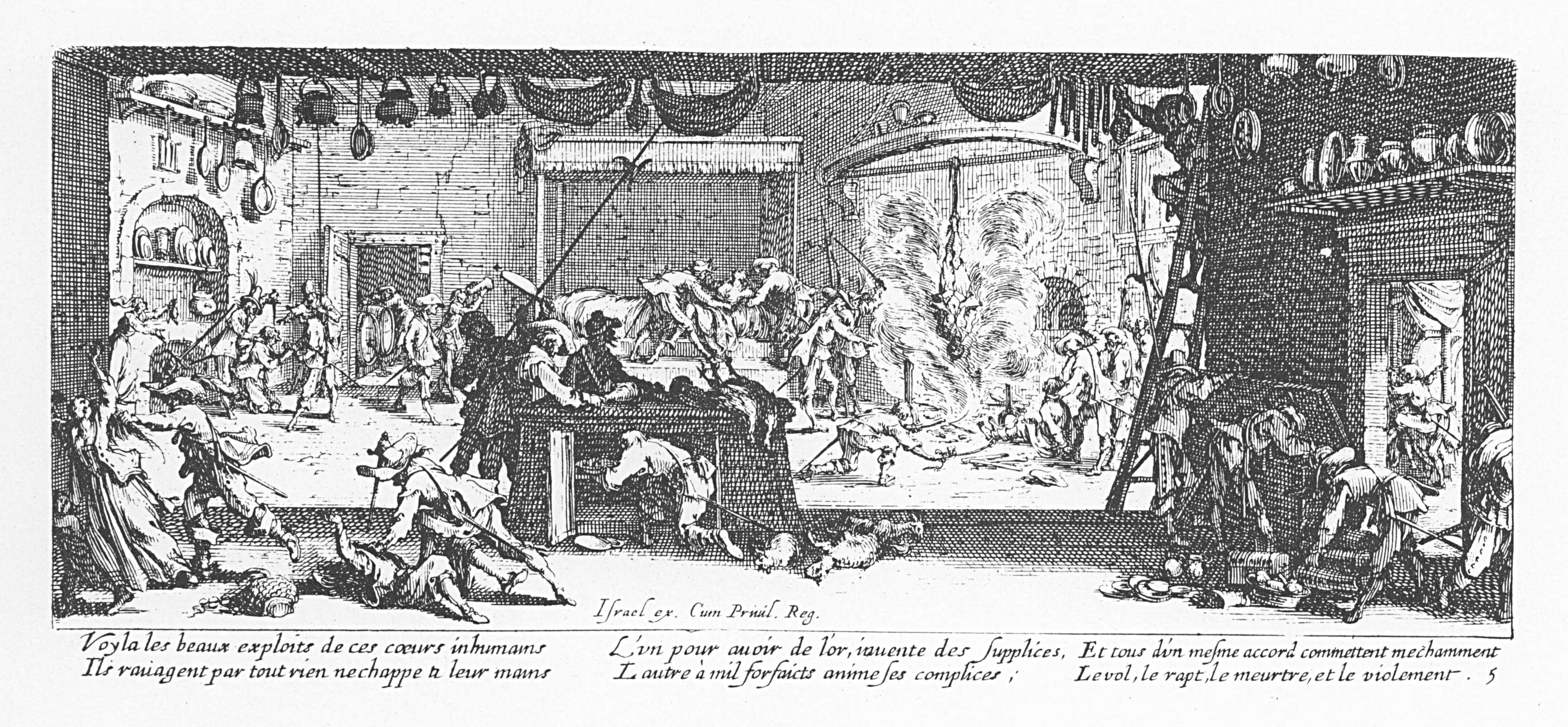

À l'intérieur d'une maison vaste et abondamment pourvue, des soldats se livrent à toute sorte d'excès. - 
Voyla les beaux exploits de ces cœurs inhumains: / Ils ravagent par tout rien n'échappe a leurs mains. / L'un pour avoir de l'or, invente des supplices,/ L’autre à mil forfaicts anime ses complices;/ Et tous, d'un même accord commettent méchamment/ Le vol, le rapt, le meurtre et le violement 
- 6 - Dévastation d'un monastère :

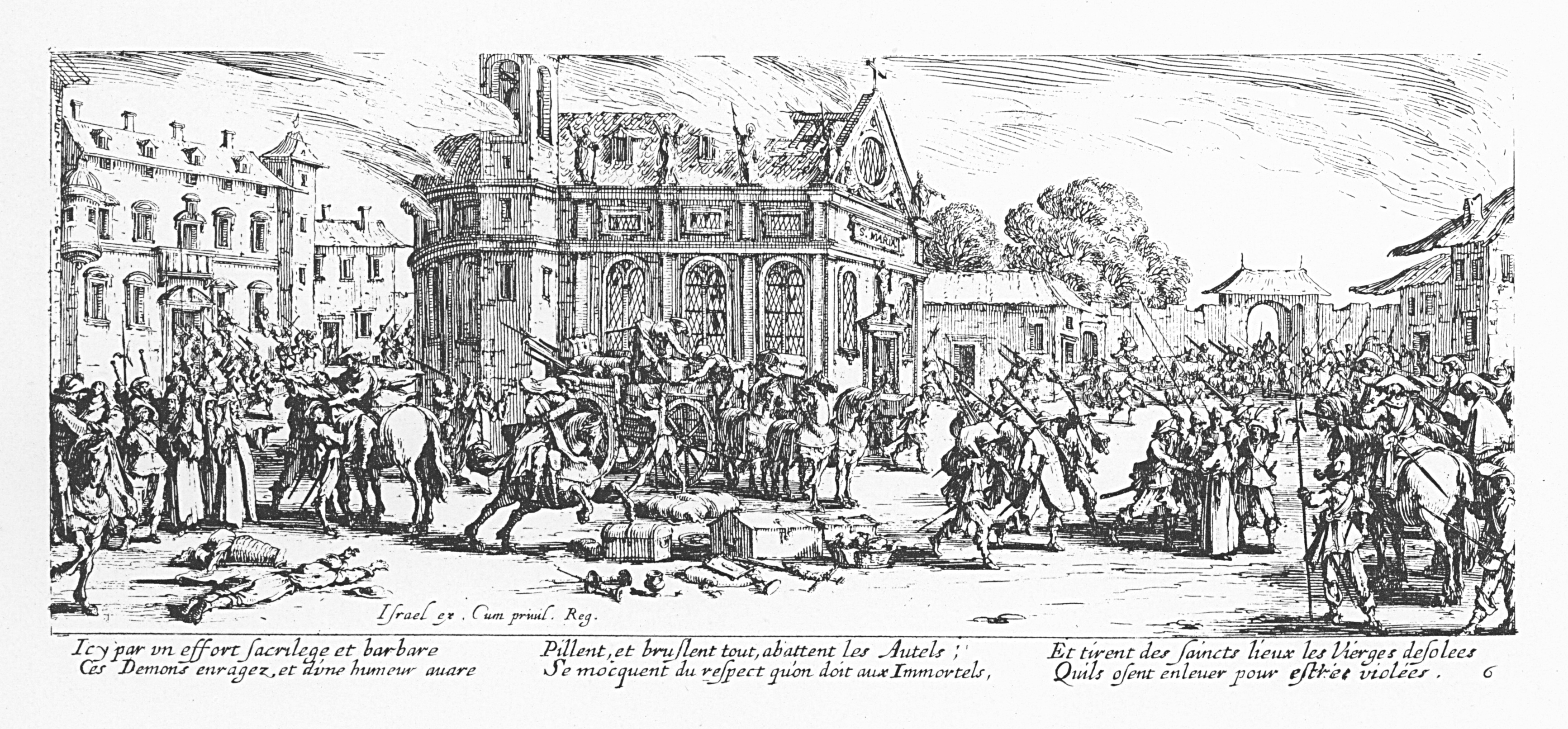

Vers le milieu de l'estampe on voit une église en feu sur le portail de laquelle on lit : S. MARIA - À gauche, des soldats pillent un couvent de femmes et enlèvent les religieuses. En avant de l'église se trouve une charrette attelée de quatre chevaux et chargée de butin. D'autre scènes sont représentées dans les diverses parties de l'estampe. - 
Icy par un effort sacrilege et barbare / Ces Demons enragez et d'une humeur auare / Pillent, et brulent tout, abattent les Autels; / Se mocquent du respect qu'on doit aux Immortels, / Et tirent des saincts lieux les Vierges desolees / Quils osent enleuer pour estre violées.
- 7 - Pillage et incendie d'un village :

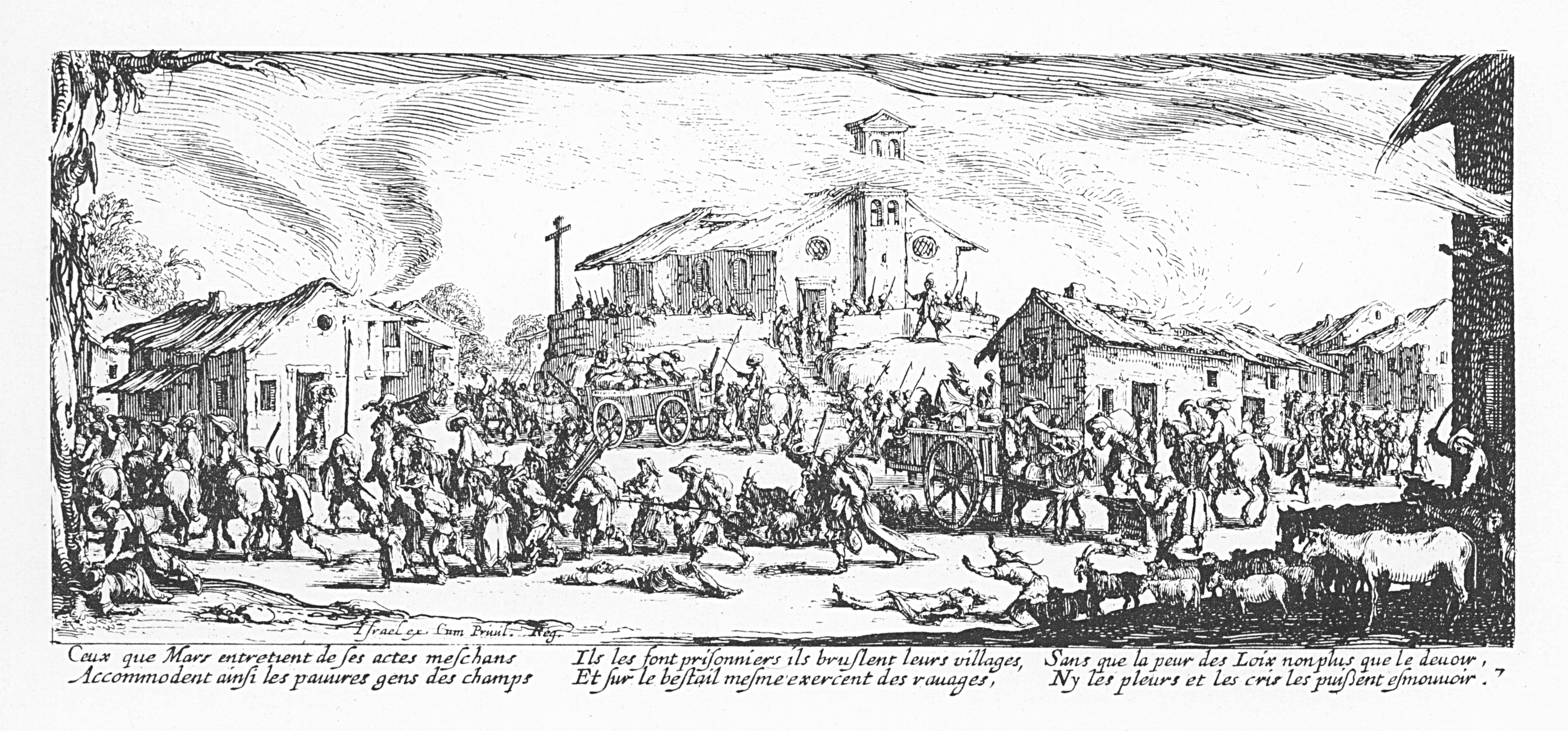

Des scènes analogues ont lieu dans un village dont l'église et plusieurs maisons sont la proie des flammes. À droite, on voit des bestiaux qu'un soldat chasse d'une étable; vers le milieu, sont deux voitures chargées de butin ; à gauche des habitants, dont plusieurs ont les mains liées derrière le dos, sont entraînés par des soldats. -   
Ceux que Mars entretient de ses actes meschans / Accommodent ainsi les pauvres gens des champs/ Ils les font prisonniers ils bruslent leurs villages,/ Et sur le bestail même exercent des rauages,/ Sans que la peur des Loix, non plus que le deuoir,/ Ny les pleurs et les cris les puissent esmouuoir
- 8 - Vol sur les grandes routes :

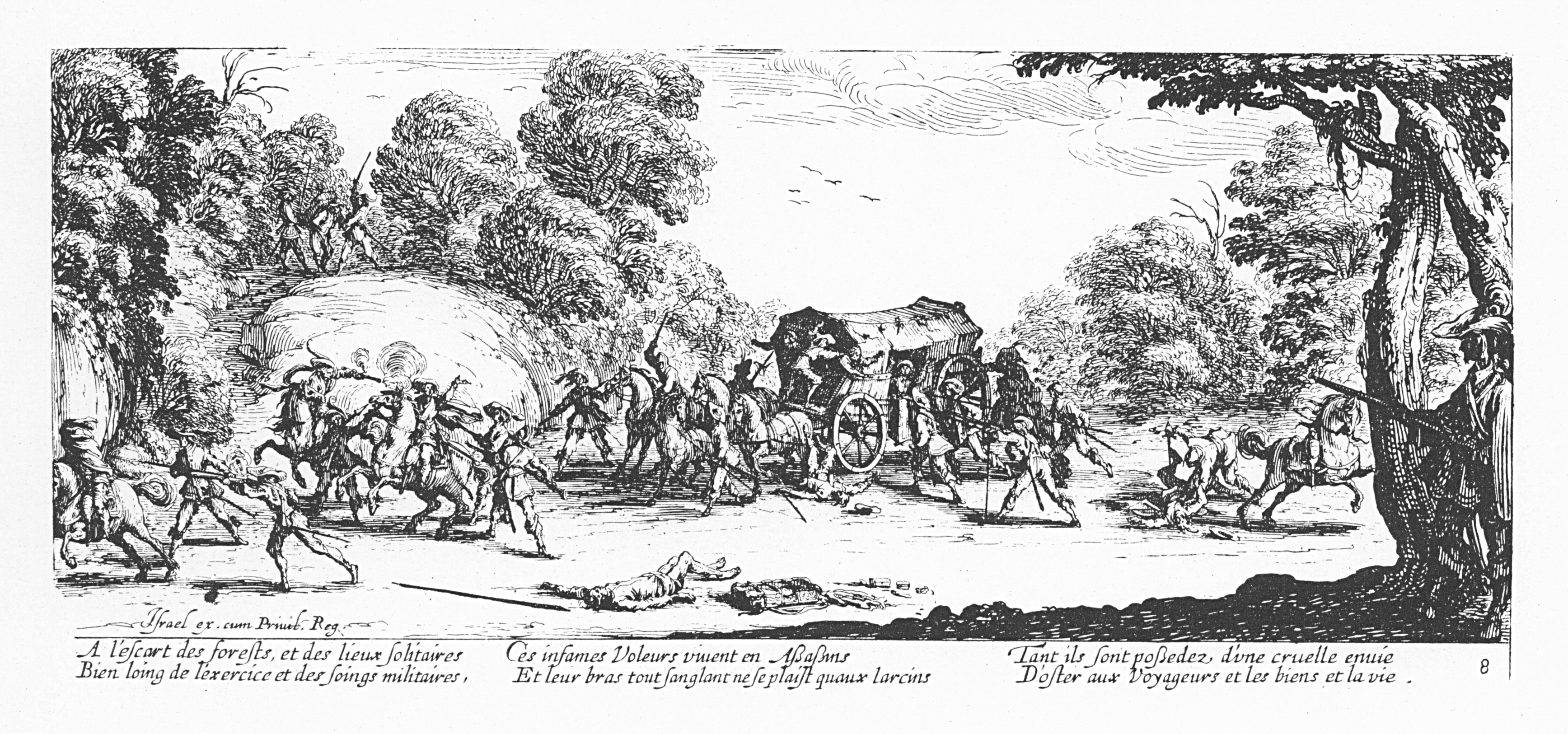

Des soldats, en embuscade dans une forêt, attaquent et pillent une voiture attelée de quatre chevaux. Le cadavre d'un voyageur assassiné est étendu sur le premier plan, à côté de sa valise ouverte. Sur le dernier plan, à gauche, deux soldats attaquent un porte-balle. -   
À l'escart des forests et des lieux solitaires. / Bien loing de l'exercice et des soings militaires,/ Ces infames voleurs viuent en Assassins / Et leur bras tout sanglant ne se plaist qu'aux larcins/ Tant ils sont possedez d'une cruelle envie/ D'oster aux Voyageurs et les biens et la vie.
- 9 - Découverte des malfaiteurs :

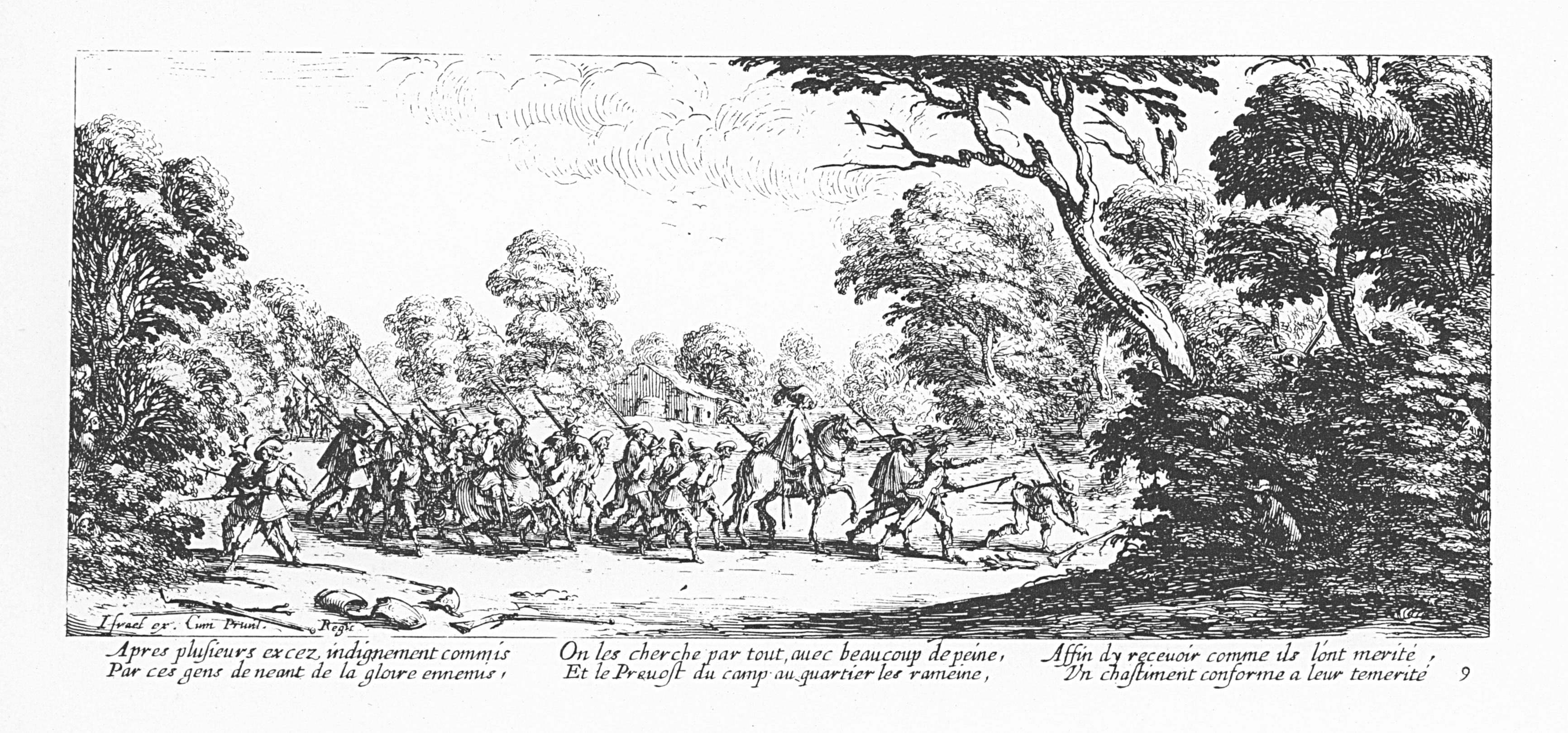

Les soldats cherchent à se soustraire aux poursuites de la justice en se cachant dans les bois ; ils sont découverts et ramenés au camp par le grand prévôt. - 
Apres plusieurs excez indignement commis / Par ces gens de neant de la gloire ennemis, / On les cherche par tout, avec beaucoup de peine,/ Et le preuost du camp au quartier les rameine, / Affin d'y receuoir, comme ils l'ont mérité, / Un chastiment conforme à leur temerité.
- 10 - L'estrapade :

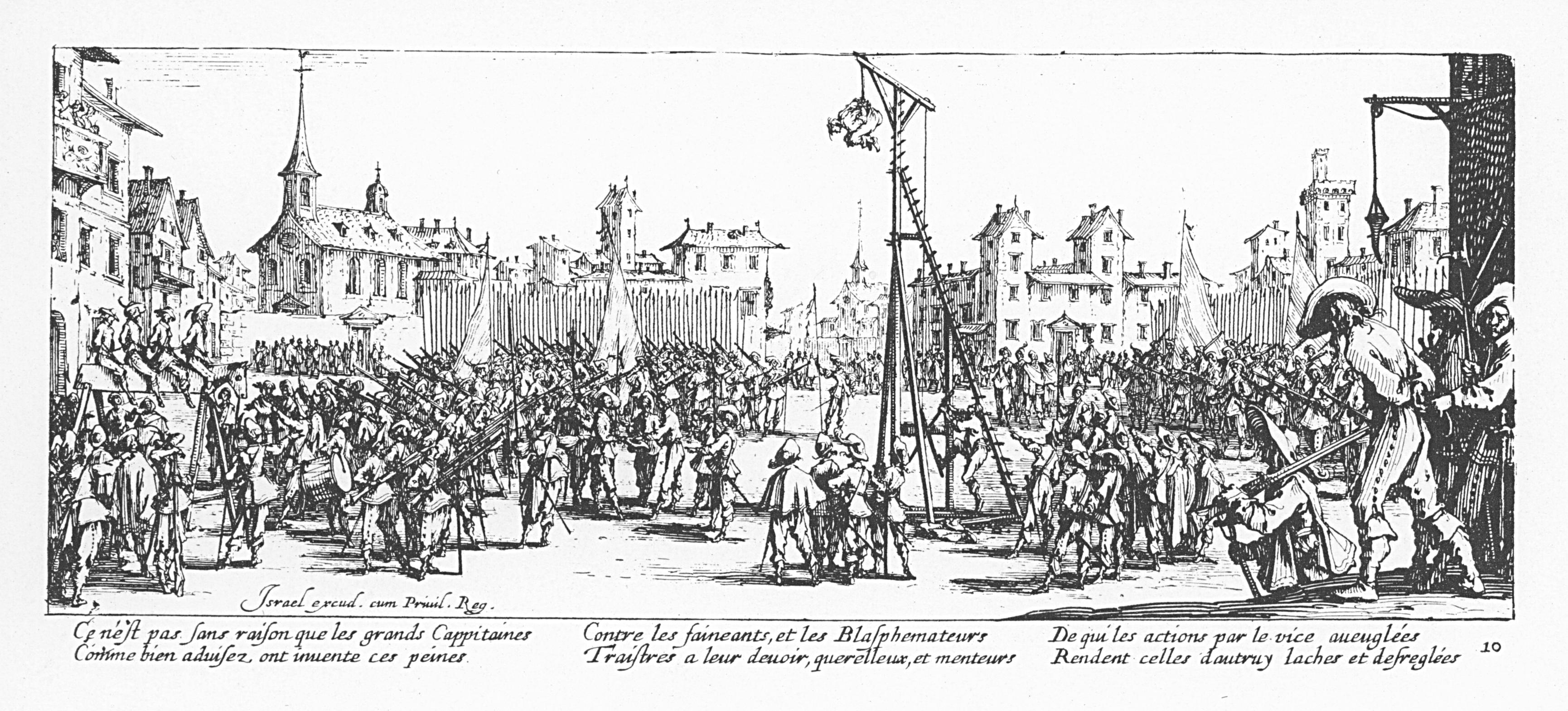

Un condamné est attaché à l'estrapade, du haut de laquelle il va être précipité. Ce supplice a lieu en avant du régiment, enseignes déployées, et dont le premier rang est prêt à faire feu. À droite, un condamné, sortant de la prison, est dirigé vers l'estrapade. À gauche, quatre soldats, assis sur un chevalet, les mains liées derrière le dos, regardent le patient. -   
Ce n'est pas sans raison que les grands Cappitaines/ Comme bien aduisez, ont inuente ces peines / Contre les faineants et les Blasphemateurs, / Traistres à leur deuoir, querelleux, et menteurs / De qui les actions, par le uice aueuglées, / Rendent celles d'autruy laches et desreglées.
- 11 - La pendaison :

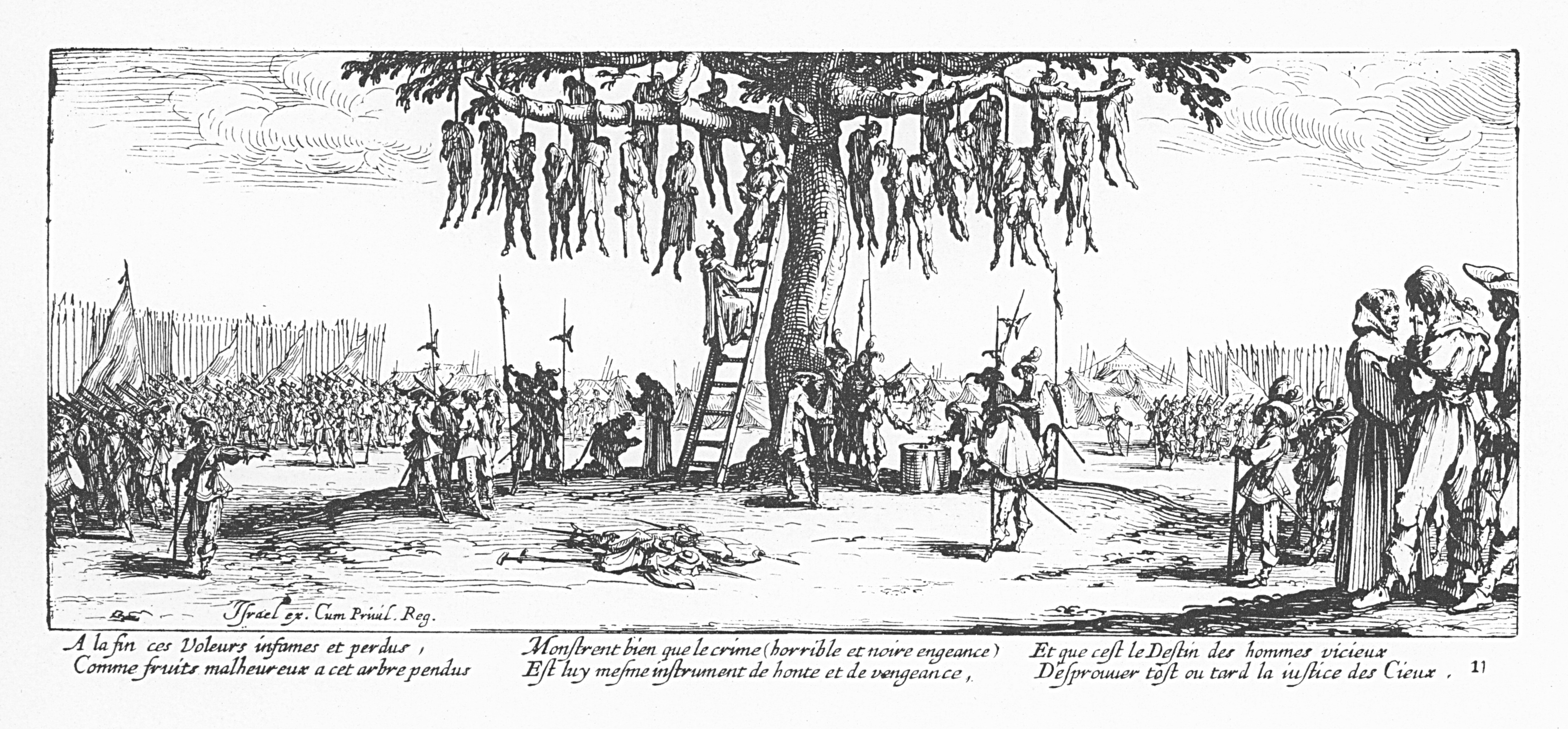

Un vieux chêne dont on n'aperçoit que le tronc et les branches basses, occupe le milieu de l'estampe. Un grand nombre de malfaiteurs y sont déjà attachés. Celui qui se trouve sur l'échelle, entre les mains du bourreau, sera suivi de beaucoup d'autres qui attendent leur tour. Deux de ces misérables jouent aux dés, sur un tambour, au pied même du chêne où ils vont être pendus. -  
A la fin ces Voleurs, infames et perdus,/ Comme fruits malheureux a cet arbre pendus / Monstrent bien que le crime (horrible et noire engeance) / Est luy mesme instrument de honte et de vengeance,/ Et que cest le Destin des hommes vicieux / D'esprouuer tost ou tard la iustice des Cieux.
- 12 - L'arquebusade :

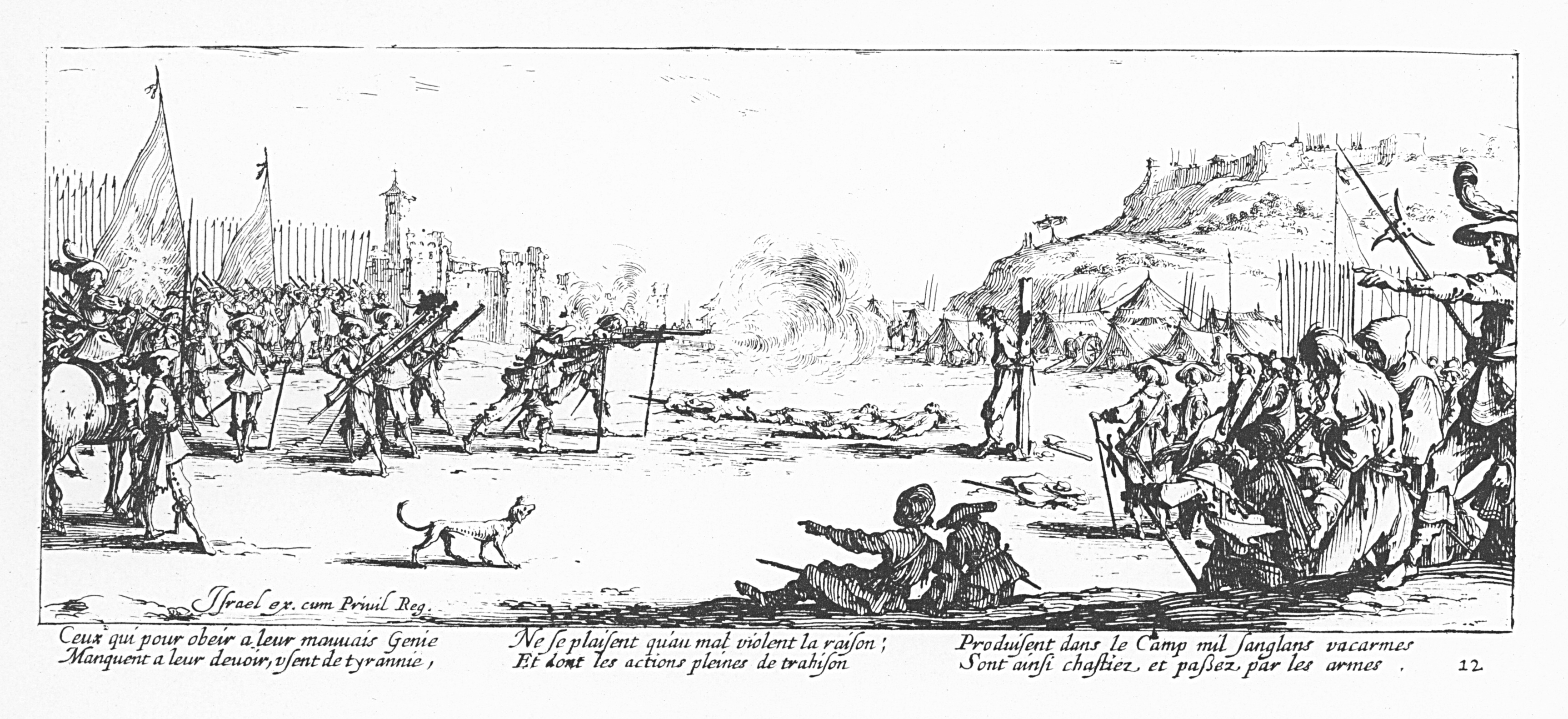

Un condamné, attaché à un poteau, à droite de l'estampe, est arquebusé par des soldats placés à gauche, en présence d'un corps de troupes rangé en bataille, avec enseignes déployées. Deux soldats ont déjà subi le même supplice. Un quatrième paraît à droite, accompagné d'un religieux. -  
Ceux qui, pour obéir à leur mauuais Genie,/ Manquent à leur deuoir, usent de tyrannie, / Ne se plaisent qu'au mal, violent la raison; / Et dont les actions, pleines de trahison/ Produisent dans le Camp mil sanglans vacarmes/ Sont ainsi chastiez et passez, par les armes.
- 13 - Le bûcher :

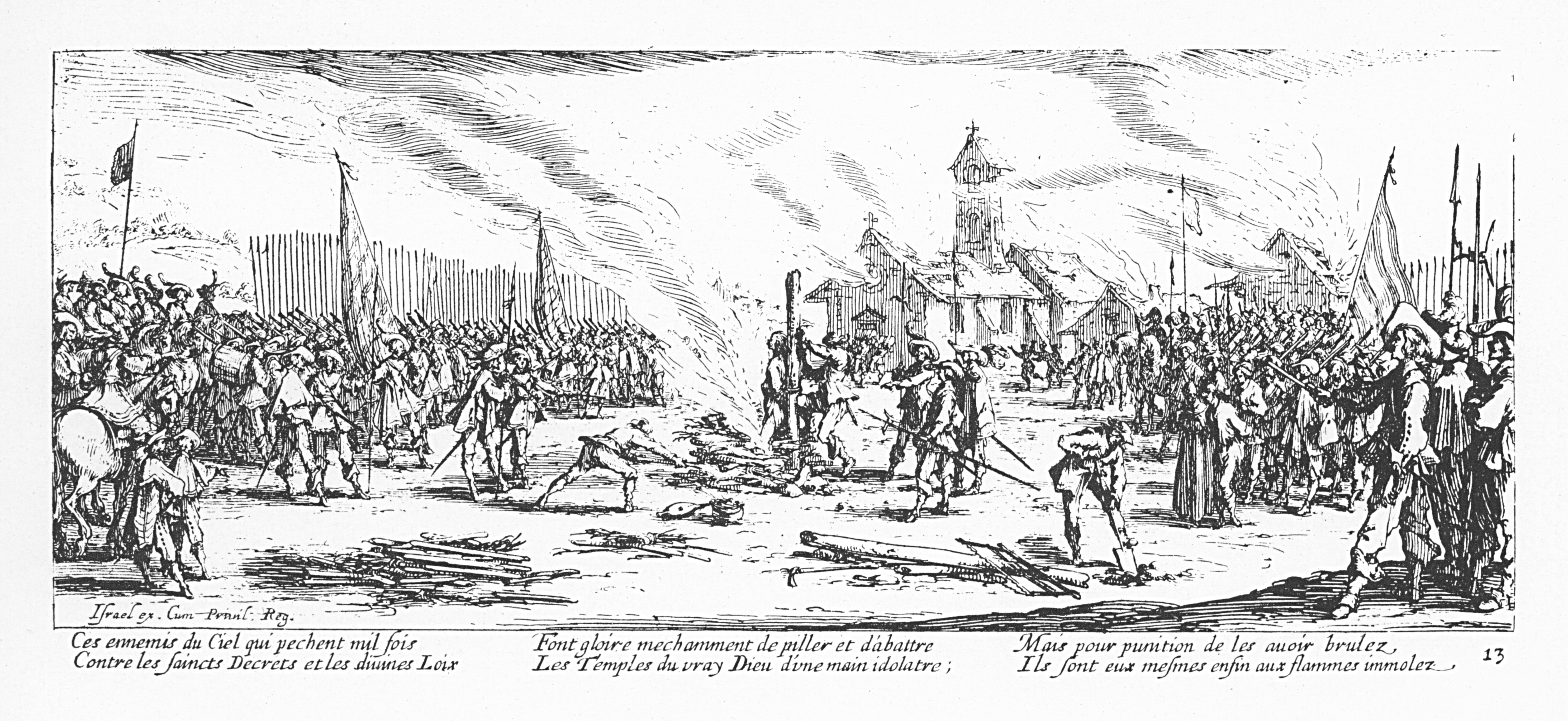

Les brûleurs d'églises et de maisons subissent le supplice du feu. L'un d'eux, attaché à un poteau au milieu du bûcher, est étranglé par le bourreau. Un autre bûcher se prépare en avant de l'estampe. L'exécution a lieu entre deux corps de troupes. Dans le fond, l'artiste a représenté une église et deux maisons en flammes, comme pour indiquer la nature du crime qui donne lieu au supplice. -   
Ces ennemis du Ciel qui pechent mille fois/ Contre les saincts Decrets et les diuines Loix/ Font gloire mechamment de piller et d'abattre/ Les Temples du vray Dieu d'une main idolatre;/ Mais pour punition de les auoir brulez/ Ils sont eux mesmes enfin aux flammes immolez.
- 14 - La roue :

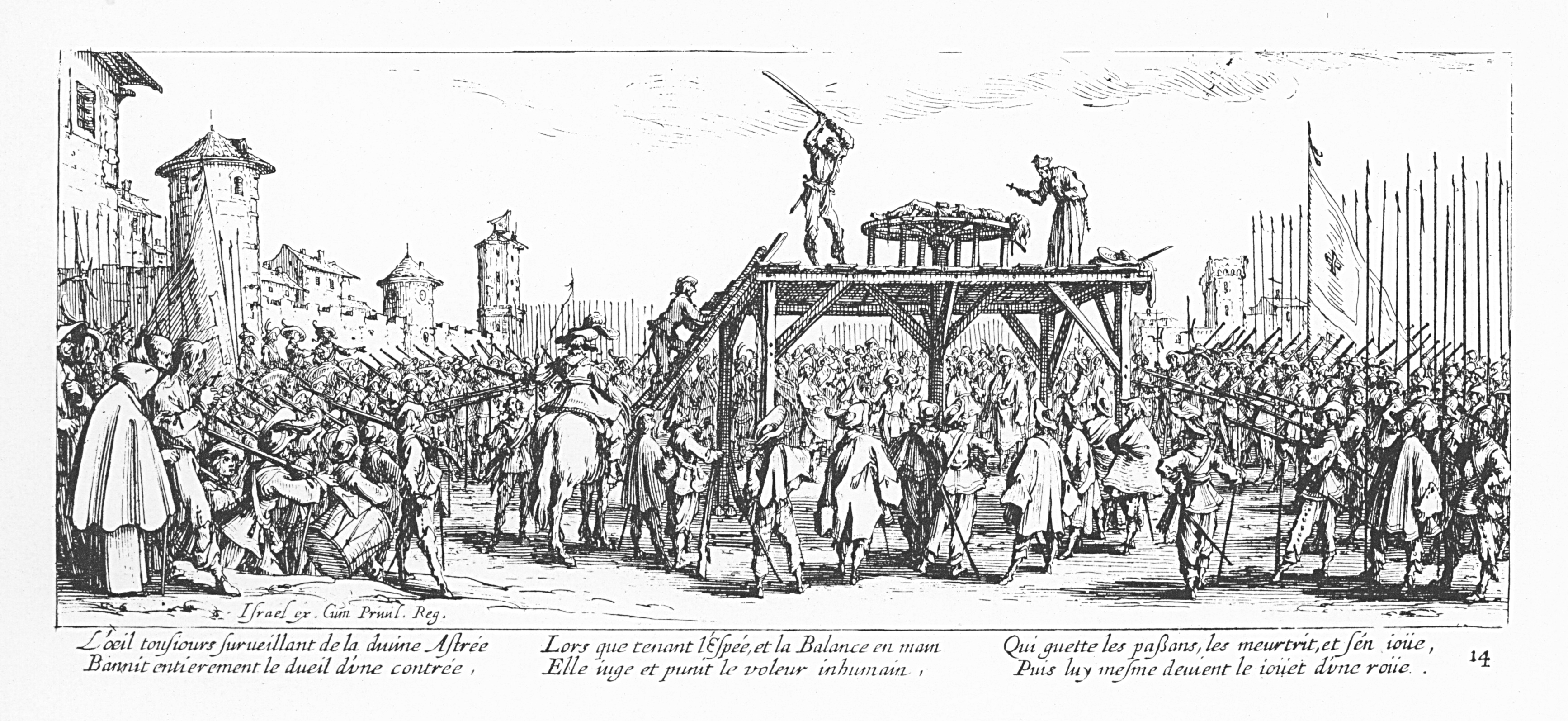

L'instrument du supplice, auquel est attaché un condamné assisté d'un prêtre et déjà frappé par le bourreau, est dressé au milieu d'une place couverte de troupes et de peuple. Un autre condamné, escorté d'un religieux, paraît à la gauche de l'estampe. - 
L'oeil tousiours surueillant de la diuine Astrée/ Bannit entierement le dueuil d'une contrée,/ Lors que, tenant l'Espée, et la Balance en main,/ Elle iuge et punit le voleur inhumain,/ Qui guette les passants, les meurtrit et s'en ioüe,/ Puis luy mesme deuient le ioüet d'une roüe.
- 15 - L'hôpital :

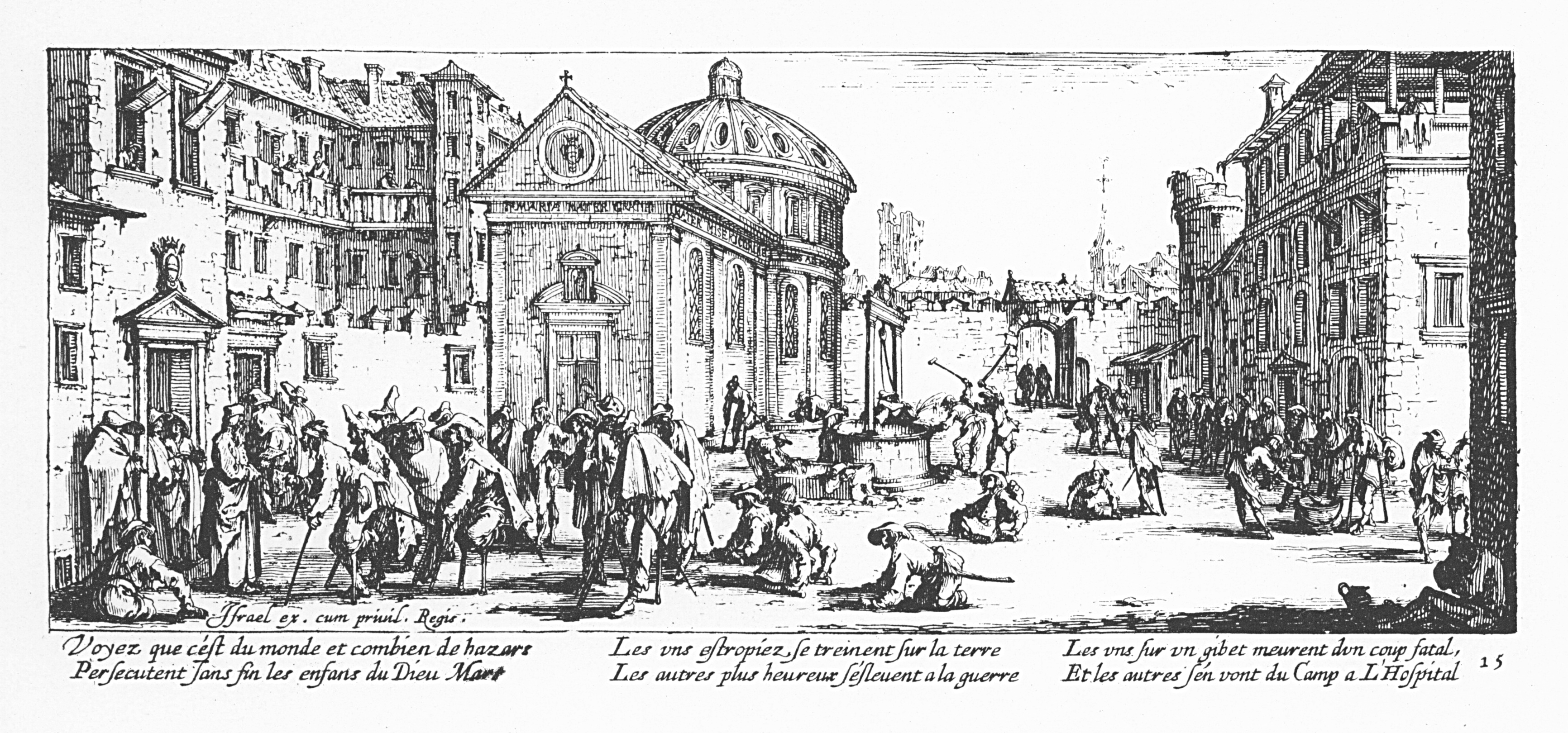

Des soldats échappés aux dangers de la guerre, mais affreusement mutilés, se présentent pour être admis à l'hôpital. -  
Voyez que c'est du monde et combien de hazards/ Persecutent sans fin les enfants du Dieu Mars/ Les uns estropiez, se treinent sur la terre/ Les autres plus heureux s'esleuent a la guerre/ Les uns sur un gibet meurent dun coup fatal, / Et les autres s'en vont du Camp a L'Hospital.
- 16 - Les mendiants et les mourants (Les mourants sur le bord des routes) :

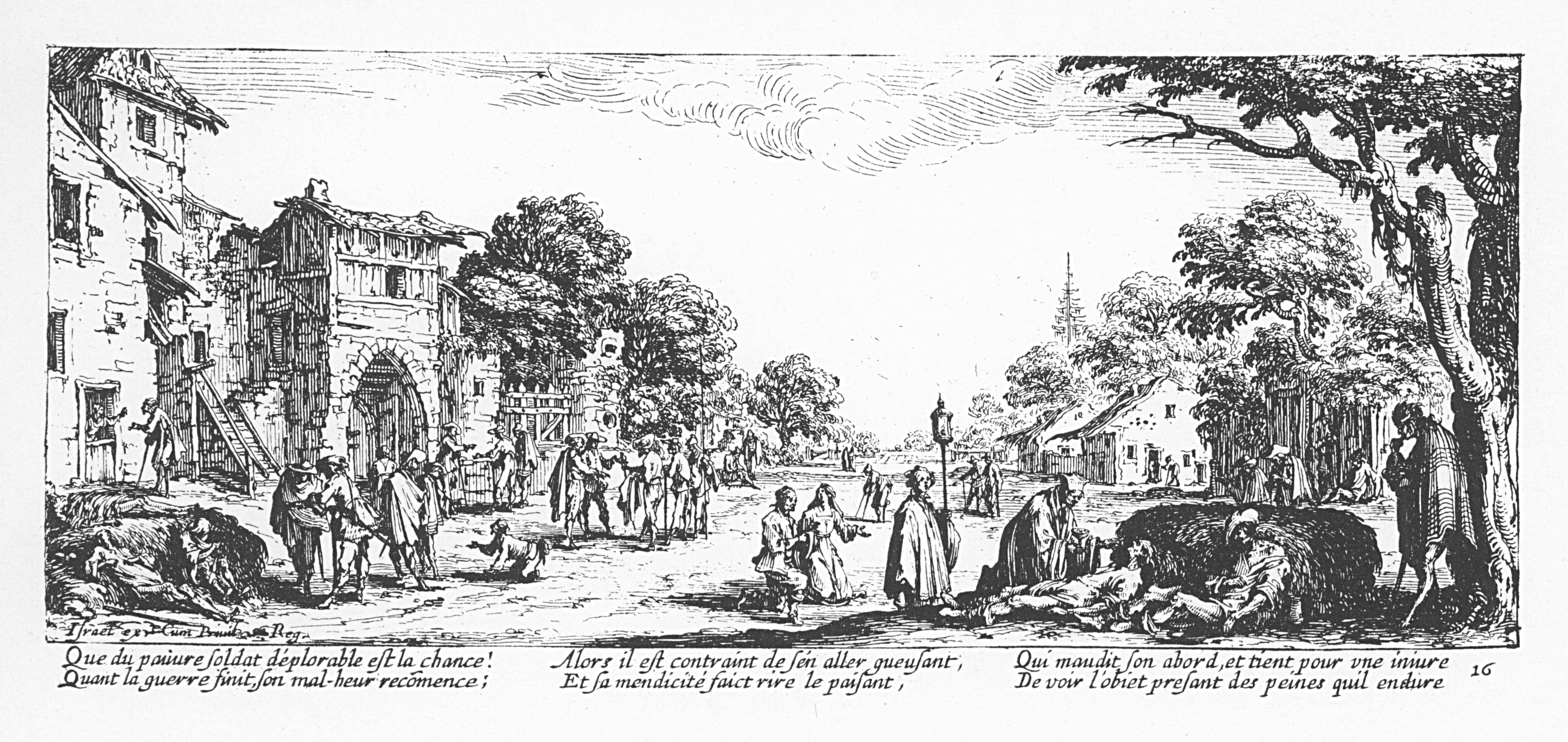

Au milieu d'une rue de village, des soldats licenciés demandent l'aumône, pendant qu'un prêtre et quelques personnes charitables assistent d'autres soldats mourant de misère sur un fumier. - 
Que du pauvre soldat déplorable est la chance !/ Quand la guerre finit, son mal-heur recomence;/ Alors il est contraint de s'en aller gueusant/ Et sa mendicité faict rire le paisan,/ Qui maudit son abord, et tient pour une iniure/ De voir l'obiet presant des peines quil endure.
- 17 - La revanche des paysans :

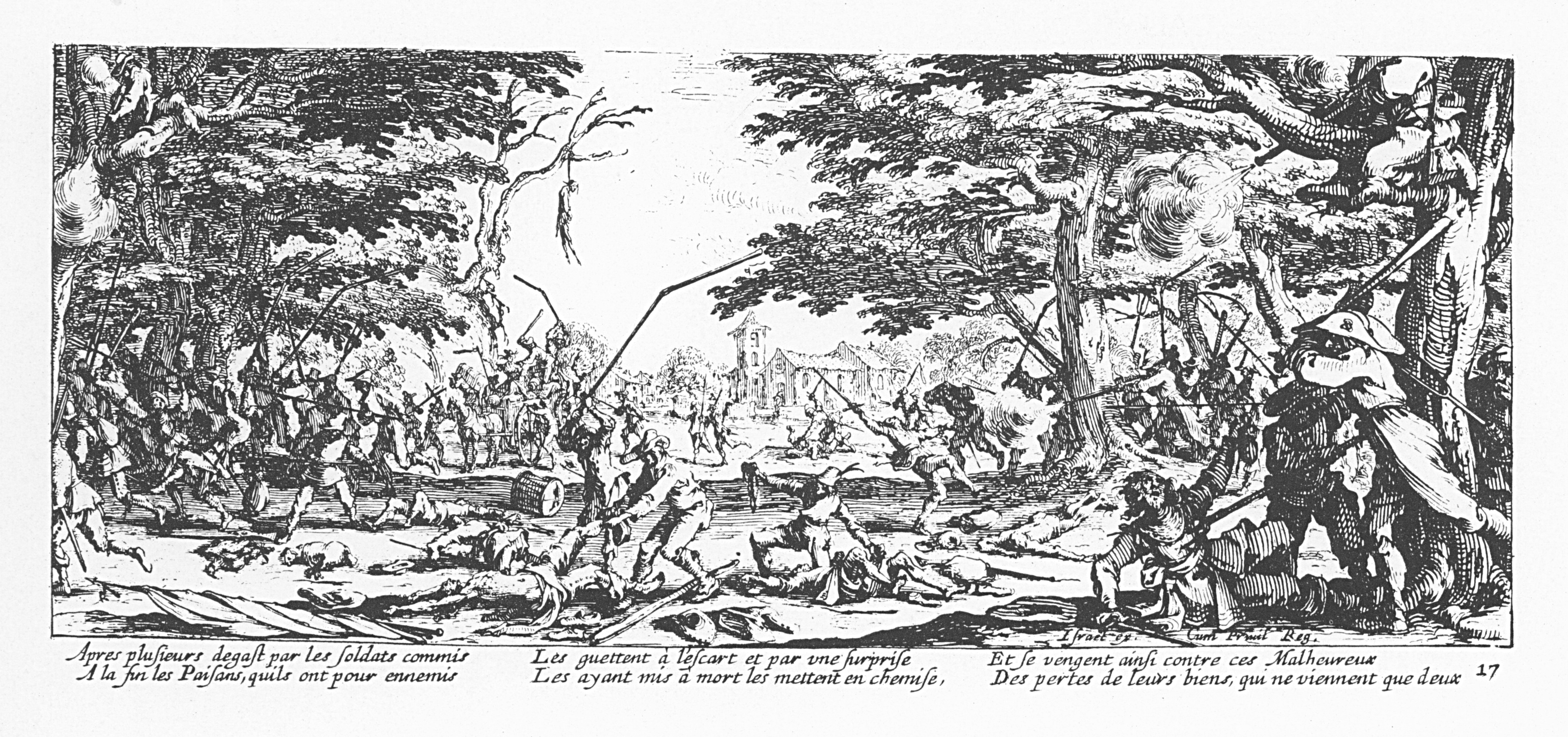

Des soldats revenant du pillage, ont été guettés à l'entrée d'une forêt par des paysans qui les massacrent, les dépouillent et se vengent sur eux des maux dont ils ont souffert. -  
Apres plusieurs degast par les soldats commis/ A la fin les Paisans, qu'ils ont pour ennemis/ Les guettent à l'escart et par une surprise/ Les ayant mis à mort les mettent en chemise,/ Et se vengent ainsi contre ces Malheureux / Des pertes de leurs biens, qui ne viennent que deux.
- 18 - Distribution des récompenses :

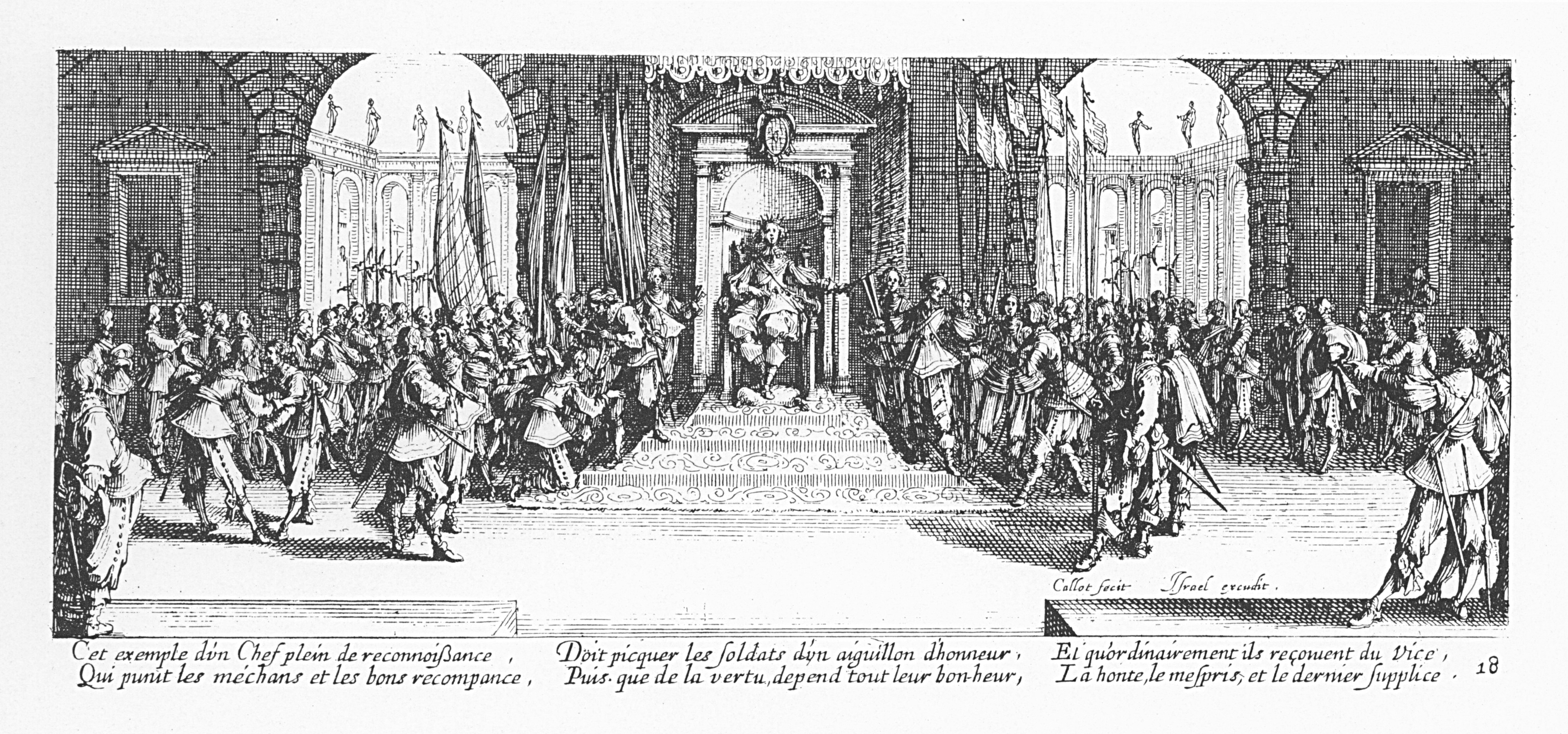

Un prince assis sur son trône, au milieu de l'estampe, fait distribuer des récompenses à ceux qui se sont bien comportés à la guerre. - 
Cet exemple d'un Chef plein de reconnaissance,/ Qui punit les méchants et les bons recompance,/ Doit picquer les soldats d'un aiguillon d'honneur,/ Puis que de la vertu, depend tout leur bon-heur,/ Et qu'ordinairement ils reçoiuent du Vice/ La honte, le mespris, et le dernier supplice.

## Influence
Les Grandes Misères de la guerre a une grande influence sur des graveurs importants, tels que William Hogarth avec Emblematical Print on the South Sea Scheme ; Francisco de Goya avec Les Désastres de la guerre (1810-1815) ; et à travers cette série, Otto Dix avec Der Krieg.